# Will Davis (giocatore di football americano)
Will Davis (Spokane, 8 maggio 1990) è un ex giocatore di football americano statunitense che ha giocato nel ruolo di cornerback. Fu scelto nel corso del terzo giro (93º assoluto) del Draft NFL 2013 dai Dolphins. Al college ha giocato a football all’Università statale dello Utah.

## Carriera professionistica

### Miami Dolphins
Davis fu scelto nel corso del terzo giro del Draft 2013 dai Miami Dolphins. Debuttò come professionista nella settimana 3 contro gli Atlanta Falcons. La sua stagione da rookie terminò con 8 tackle in 5 presenze, nessuna delle quali come titolare. La stagione successiva disputò dieci partite, mettendo a segno 17 tackle e 2 passaggi deviati.

## Statistiche
| Partite totali      | 15 |
| Partite da titolare | 0  |
| Tackle              | 25 |
| Sack                | 0  |
| Intercetti          | 0  |

Statistiche aggiornate alla stagione 2014